# Paruma
Paruma es un estratovolcán de la cordillera de los Andes, en la frontera entre Bolivia y Chile. Forma parte de un cordón de varios otros estratovolcanes. Paruma está ubicado en el extremo oriental del cordón, teniendo al volcán Olca a su lado oeste. Paruma estuvo activo durante el Holoceno, con muchos flujos de lava morfológicamente jóvenes en sus flancos. También tiene fumarolas persistentes. Un flujo de lava en particular se extiende por 7 kilómetros hacia el sudeste del cerro Paruma. La última actividad conocida del cordón fue una erupción de uno de sus flancos entre 1865 y 1867.